# Ignaz von Plener
El barón Ignaz von Plener (21 de mayo de 1810 - 17 de febrero de 1908) fue un estadista austriaco. Sirvió como 3º Ministro-Presidente de la Cisleitania.

## Biografía
El barón (Freiherr) Ignaz von Plener nació en Viena en 1810 en el seno de una familia de la baja nobleza. Estudió leyes en la Universidad de Viena antes de entrar al servicio del gobierno.
En 1859 fue hecho Consejero Privado, un año después recibió la cartera de Finanzas y revivió las Leyes Bancarias y el Ministerio de Comercio antes de su dimisión en 1865, y en 1867 entró en el gabinete Liberal Centralista de Giska como Ministro de Comercio. Este puesto lo mantuvo hasta 1870.
Se convirtió en el 3º Ministro-Presidente de la Cisleitania entre el 15 de enero de 1870 y el 1 de febrero de 1870.
Fue miembro de la Cámara Baja hasta 1873, cuando fue elegido para la Cámara de los Señores. En 1882 Plener fue un ardiente opositor al impuesto sobre las personas físicas. Fue el padre de Ernst von Plener.